# Peter Nicolai Arbo

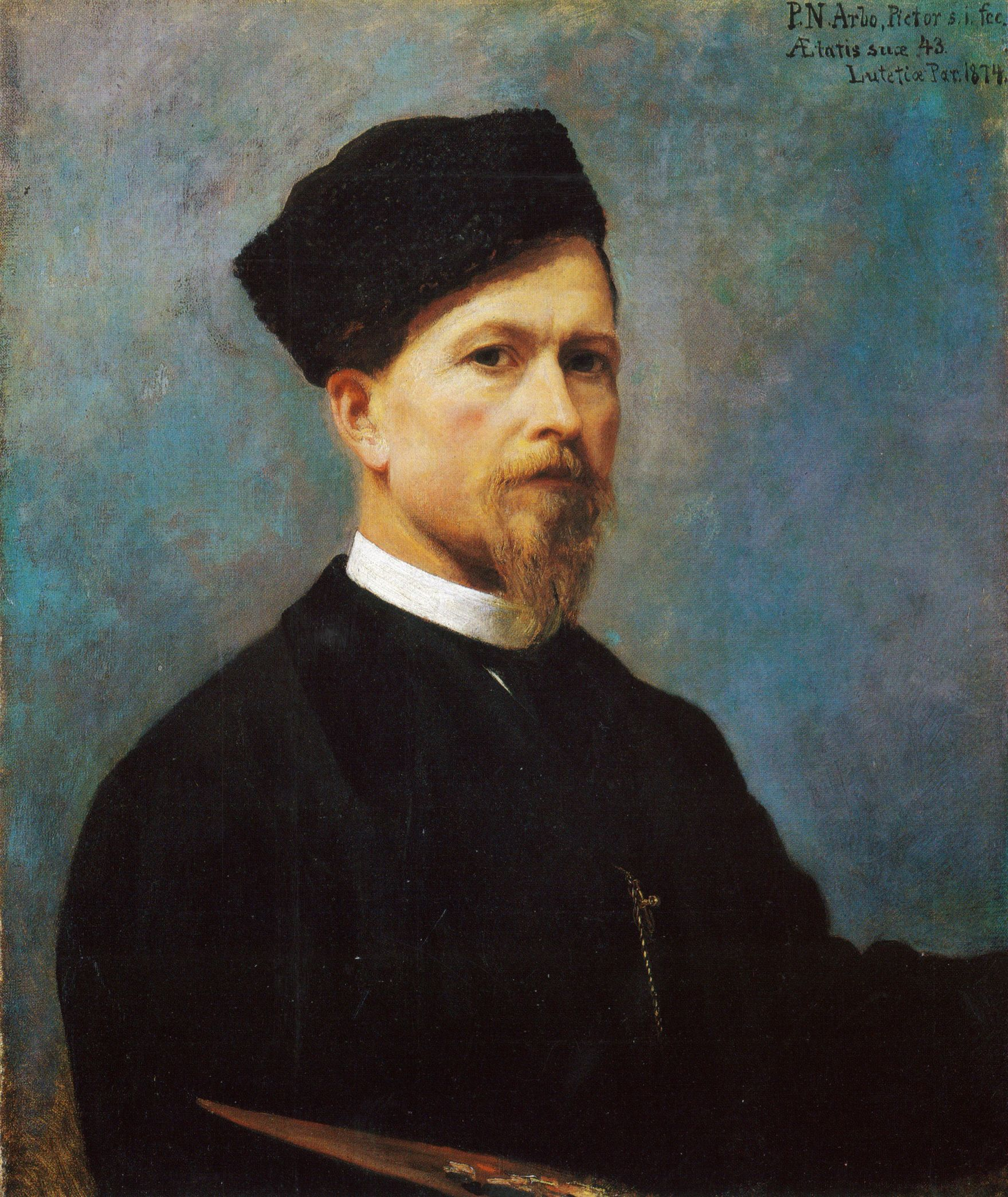
Peter Nicolai Arbo, Selbstporträt, 1874

Peter Nicolai Arbo (* 18. Juni 1831 in Drammen, Norwegen; † 14. Oktober 1892 in Christiania, Norwegen) war ein norwegischer Maler.

## Leben
1849 studierte Arbo, Sohn des Schulleiters Christian Fredrik Arbo (1791–1868) und dessen Ehefrau Marie Christiane von Rosen, an der Königlichen Friedrichs-Universität in Christiania. Dann ging er nach Kopenhagen, wo er 1851/1852 an der Königlich Dänischen Kunstakademie sowie von Frederik Ferdinand Helsted unterrichtet wurde. Von 1852 bis 1855 studierte er an der Kunstakademie Düsseldorf, insbesondere bei Karl Ferdinand Sohn. 1857/1858 war er Privatschüler von Emil Hünten. Kontakte pflegte er zu Adolph Tidemand und Hans Fredrik Gude. Von 1857 bis 1861 war er Mitglied des Düsseldorfer Künstlervereins Malkasten. 1863 zog er nach Paris, wo er mit Unterbrechungen bis 1874 wohnte. Danach ließ er sich in Christiania nieder.

## Werk
Arbo war auf Motive und Bilder der Geschichte Norwegens und der Nordisch-Germanischen Mythologie spezialisiert. Seine populärsten Bilder sind Åsgårdsreien (Wilde Jagd) (1872), das für das Cover des Albums Blood Fire Death der Band Bathory genutzt wurde, und Valkyrien (1865). Viele seiner Bilder gelten als wichtige Beiträge zur Norwegischen Nationalromantik.

## Galerie

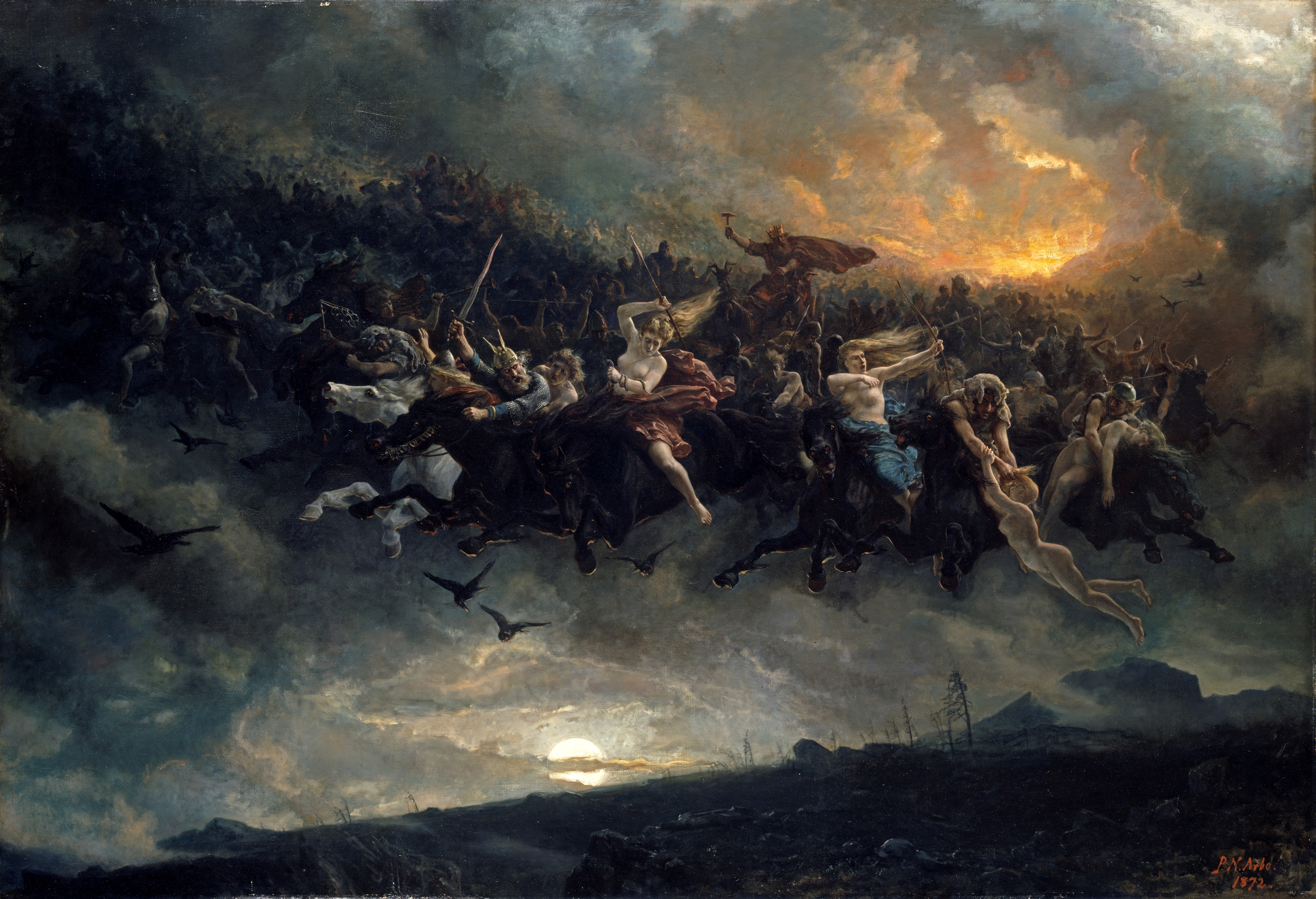
Åsgårdsreien, 1872
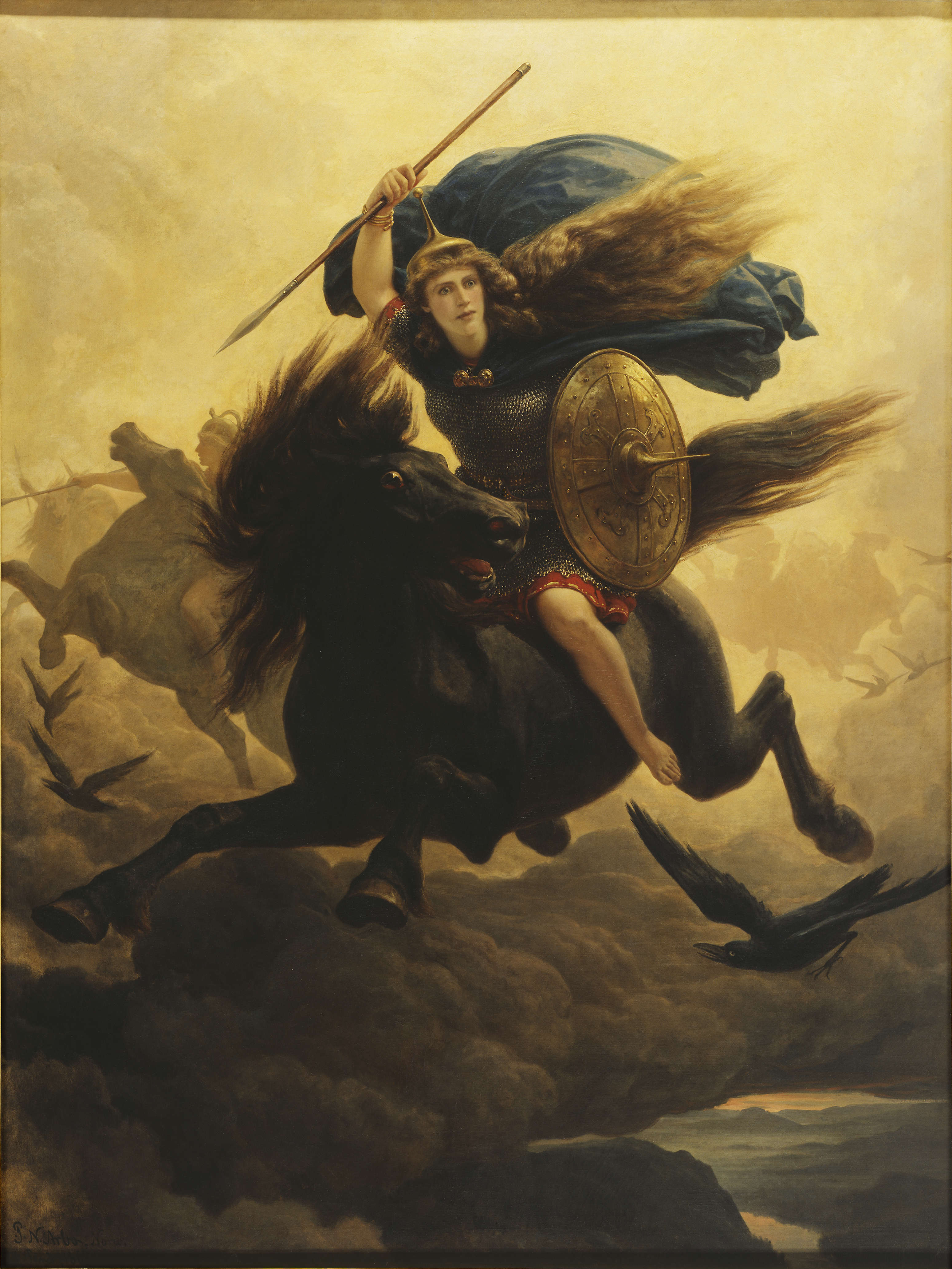
Valkyrie (Valkyrien), 1865
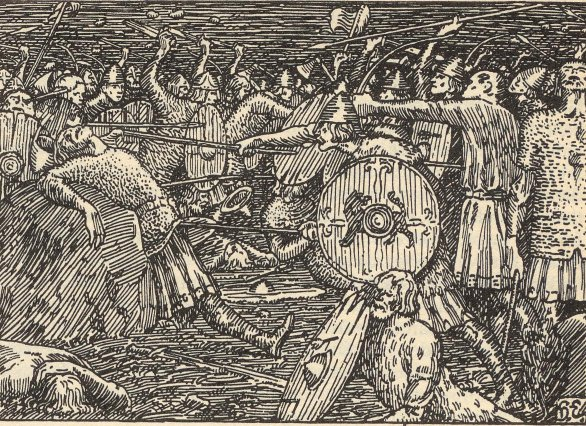
1030: Schlacht von Stiklestad, 1898
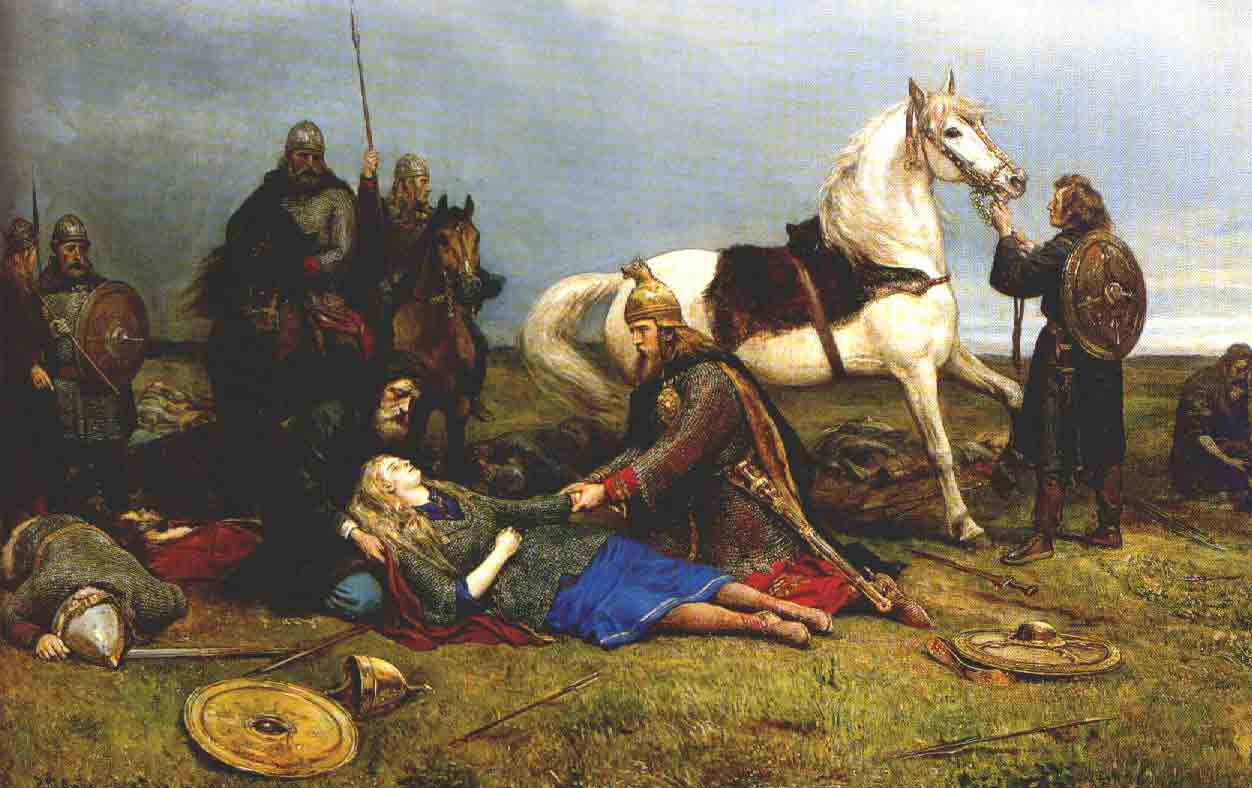
Hervors Tod
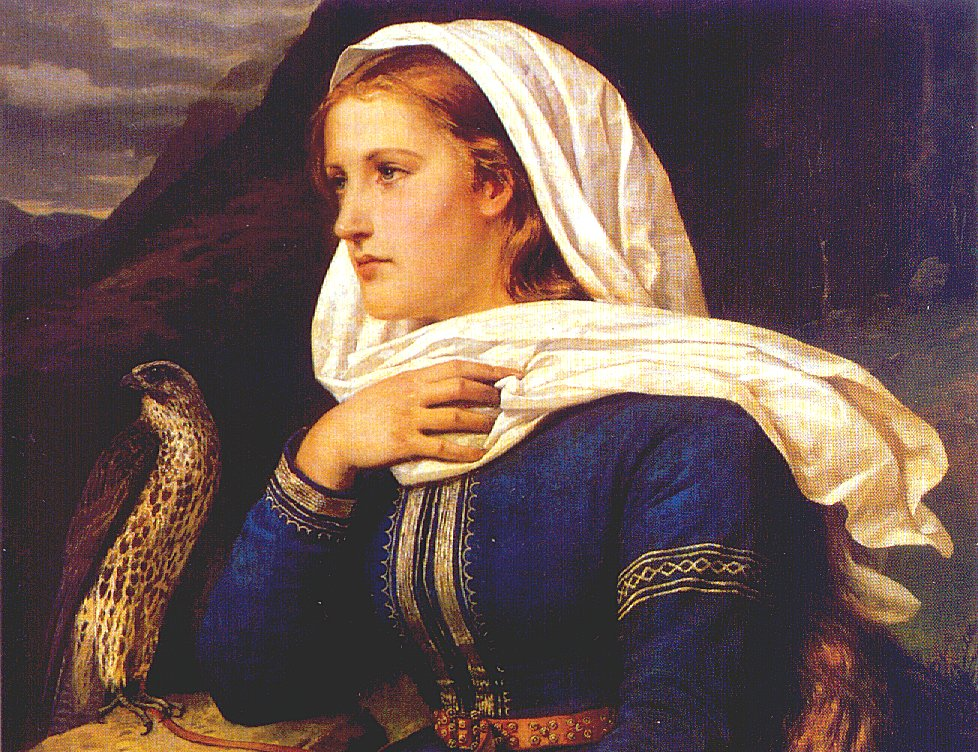
Ingeborg aus der Frithjofssage
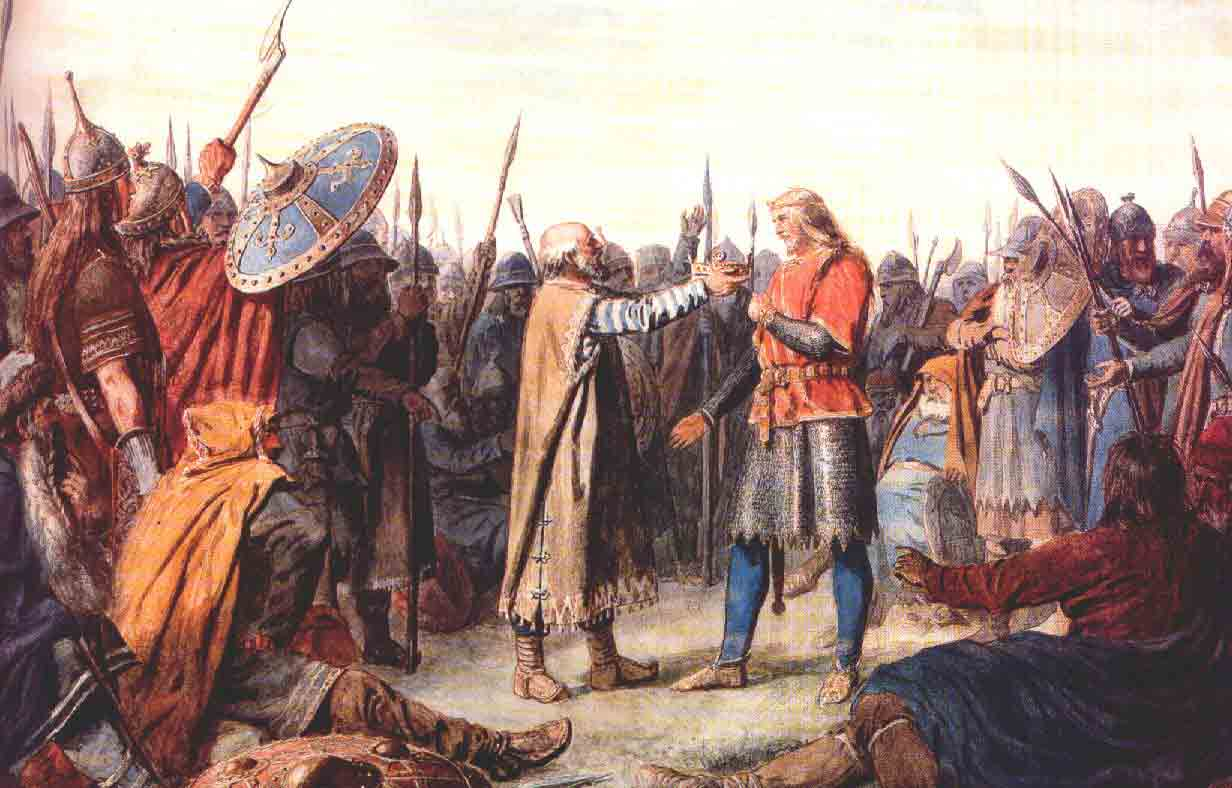
Olav I. Tryggvason, 1860
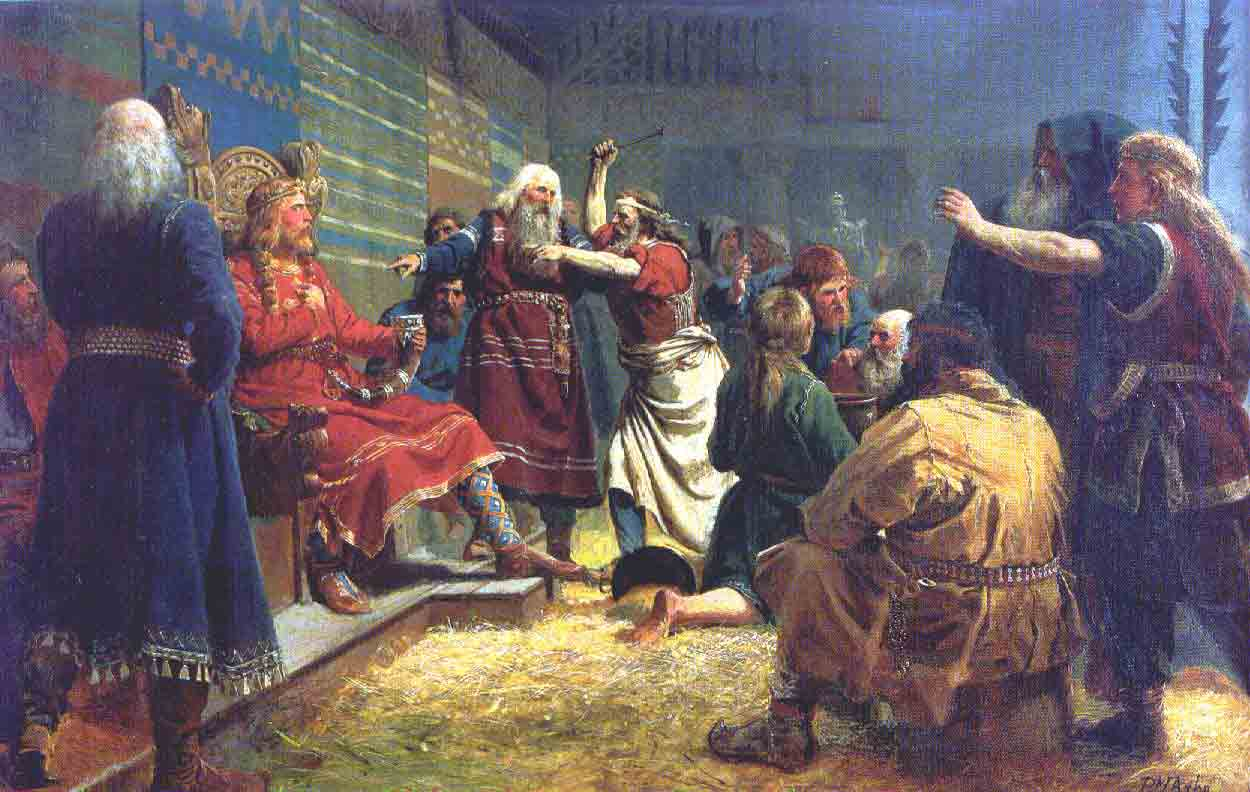
Håkon der Gute, 1860
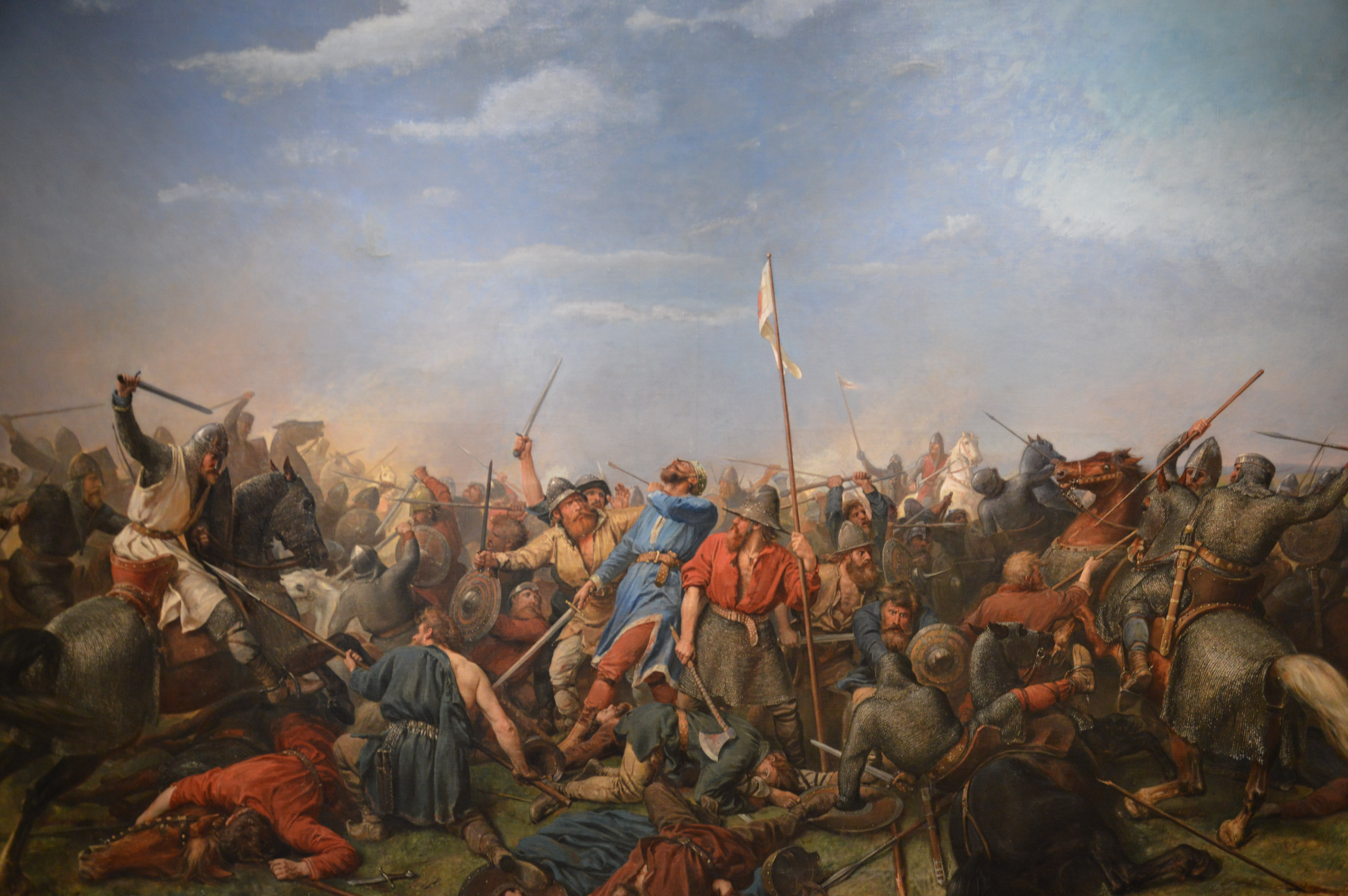
Schlacht bei Stamford Bridge, 1870
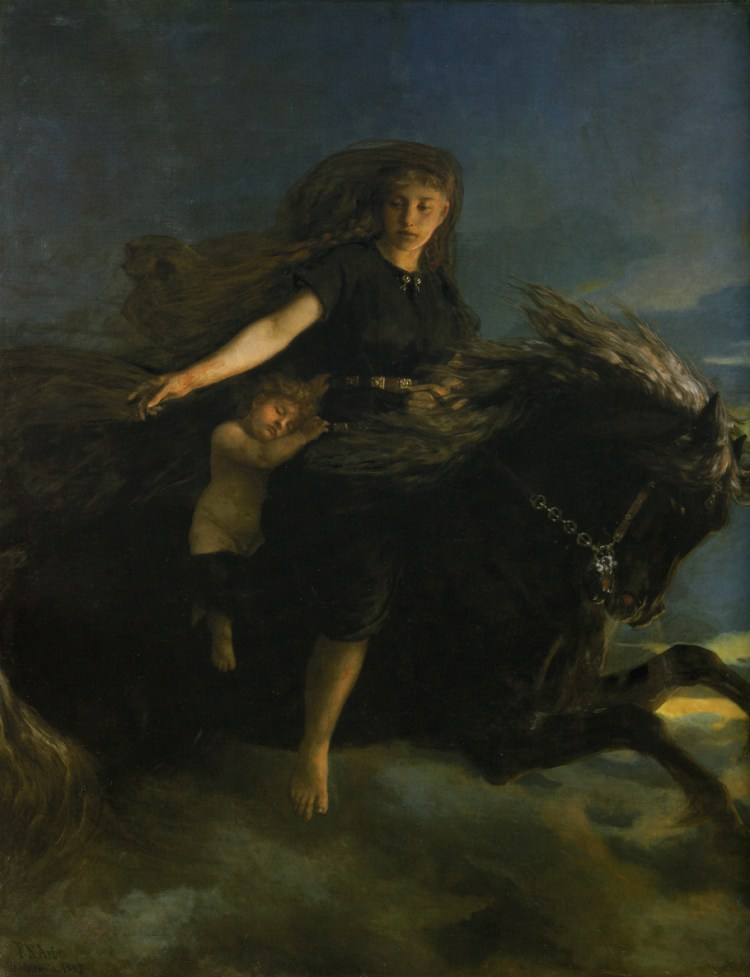
Nótt reitet Hrimfaxi
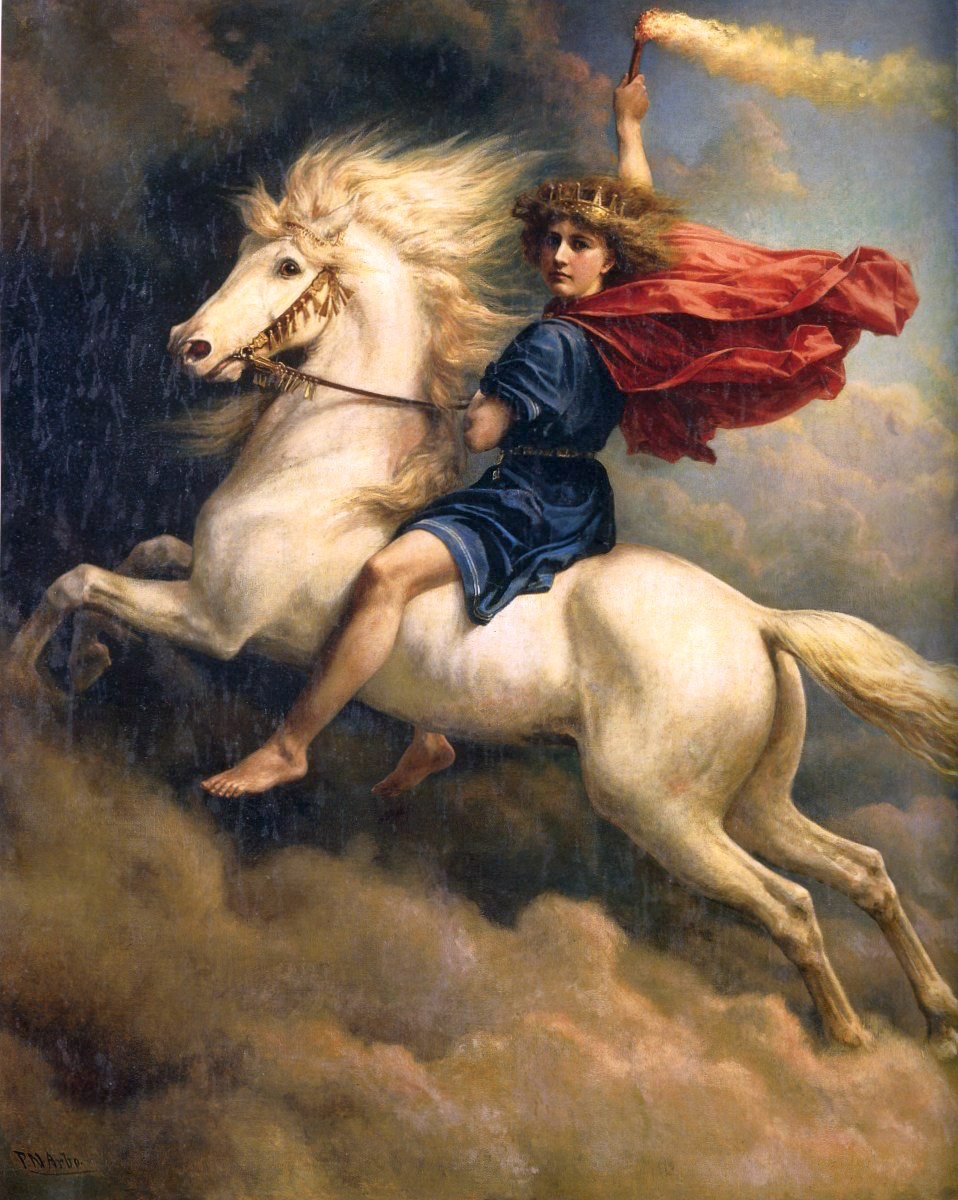
Dag reitet Skinfaxi